# Liste der diplomatischen Vertretungen in Armenien

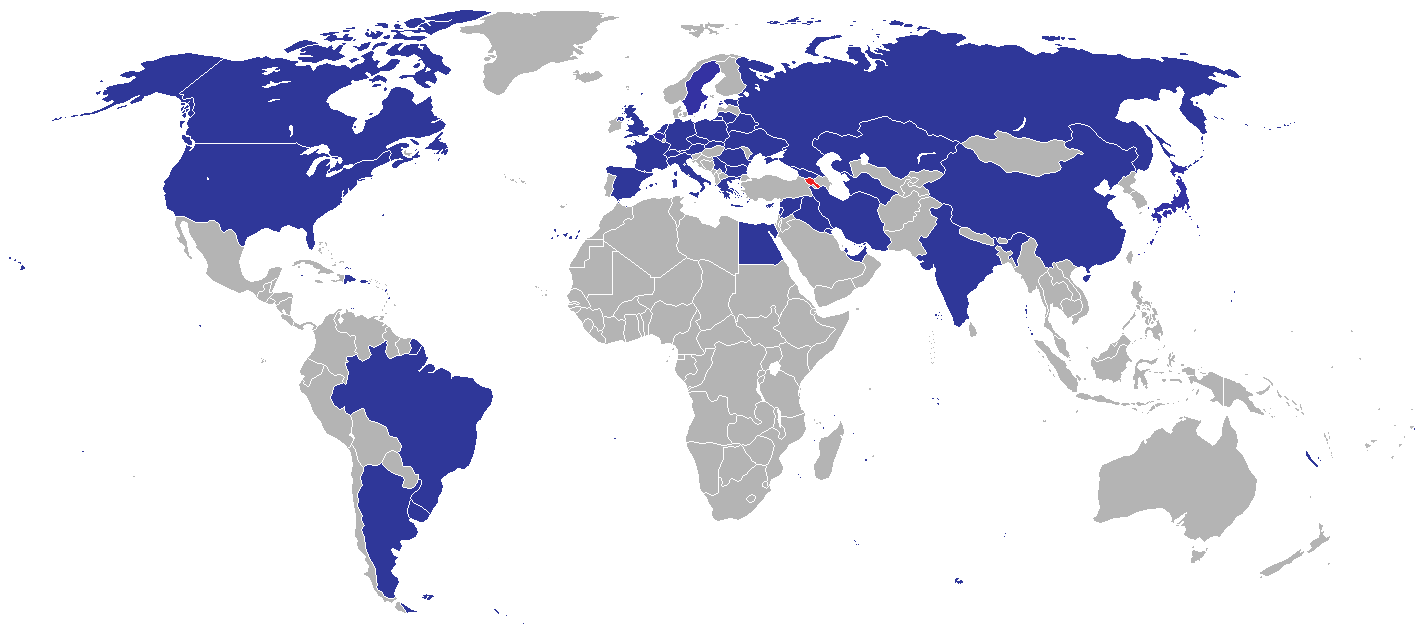
Staaten mit einer Botschaft in Armenien

Die Liste der diplomatischen Vertretungen in Armenien führt Botschaften und Konsulate auf, die im
asiatischen Staat Armenien eingerichtet sind (Stand März 2021).

## Diplomatische Vertretungen
33 Botschaften sind in der armenischen Hauptstadt Jerewan und daneben 40 Konsulate, v. a. in Jerewan und Gjumri, eingerichtet (Stand März 2021).

### Botschaften
| - Ägypten: Botschaft - Argentinien: Botschaft - Belarus: Botschaft - Brasilien: Botschaft - Bulgarien: Botschaft - Volksrepublik China: Botschaft - Deutschland: Botschaft - Frankreich: Botschaft - Georgien: Botschaft - Griechenland: Botschaft - Indien: Botschaft - Irak: Botschaft - Iran: Botschaft - Italien: Botschaft - Japan: Botschaft - Kasachstan: Botschaft - Kuwait: Botschaft |  | - Libanon: Botschaft - Litauen: Botschaft - Niederlande: Botschaft - Polen: Botschaft - Rumänien: Botschaft - Russland: Botschaft - Schweden: Botschaft - Schweiz: Botschaft - Serbien: Botschaft - Syrien: Botschaft - Tschechien: Botschaft - Turkmenistan: Botschaft - Ukraine: Botschaft - Vereinigte Arabische Emirate: Botschaft - Vereinigtes Königreich: Botschaft - Vereinigte Staaten: Botschaft |

### Konsulate in Armenien

#### Generalkonsulate
- Russland (Gjumri)

#### Honorarkonsulate
| - Belarus (Gjumri) - Belgien (Jerewan) - Kanada (Jerewan) - Chile (Jerewan) - Kroatien (Jerewan) - Dänemark (Jerewan) - Estland (Jerewan) - Finnland (Jerewan) - Deutschland (Gjumri) - Island (Jerewan) |  | - Indonesien (Jerewan) - Irland (Jerewan) - Israel (Jerewan) - Italien (Gjumri) - Kirgisistan (Jerewan) - Lettland (Jerewan) - Luxemburg (Jerewan) - Malta (Jerewan) - Marokko (Jerewan) - Mexiko (Jerewan) |  | - Moldau (Jerewan) - Montenegro (Jerewan) - Niederlande (Jerewan) - Norwegen (Jerewan) - Oman (Jerewan) - Peru (Jerewan) - Philippinen (Jerewan) - Portugal (Jerewan) - Senegal (Jerewan) - Serbien (Jerewan) |  | - Slowenien (Jerewan) - Slowakei (Jerewan) - Spanien (Jerewan) - Sri Lanka (Jerewan) - Südkorea (Jerewan) - Thailand (Jerewan) - Ukraine (Jerewan) - Uruguay (Jerewan) - Zypern (Jerewan) |

### Vertretungen Internationaler Organisationen
- Europäische Union, Delegation (Jerewan)

### Büros und Vertretungen
- Österreich, Vertretungsbüro (Jerewan)
- Ständige Vertretung der international nicht anerkannten Republik Arzach (Jerewan)

### Für Armenien zuständige diplomatische Vertretungen in Drittstaaten

#### In Athen, Griechenland
- Albanien
- Bangladesch
- Kroatien

#### In Belgrad, Serbien
- Guinea

#### In Kiew, Ukraine
| - Dänemark - Indonesien - Marokko |  | - Montenegro - Slowenien |

#### In Moskau, Russland
| - Afghanistan - Algerien - Angola - Äthiopien - Australien - Benin - Bosnien und Herzegowina - Chile - Ecuador - Elfenbeinküste - Ghana - Guatemala |  | - Island - Kambodscha - Kamerun - Kanada - Kirgisistan - Kolumbien - Kuba - Libyen - Malaysia - Mali - Mexiko - Moldau |  | - Mongolei - Nepal - Neuseeland - Nordkorea - Norwegen - Oman - Paraguay - Peru - Philippinen - Portugal - Sambia - Senegal |  | - Slowakei - Spanien - Sri Lanka - Südkorea - Tadschikistan - Thailand - Uruguay - Usbekistan - Venezuela - Zypern |

#### In Sofia, Bulgarien
- Irland

#### In Taschkent, Usbekistan
- Jordanien

#### In Teheran, Iran
- Bahrain
- Nigeria
- Katar

#### In Tiflis, Georgien
- Estland
- Heiliger Stuhl, Apostolische Nuntiatur
- Lettland

#### In Warschau, Polen
- Malta